# Ngựa lùn Mỹ
Ngựa lùn Mỹ hay Pony of the Americas (POA) là một giống ngựa có nguồn gốc từ Hoa Kỳ. Giống ngựa này được phát triển ở bang Iowa. Ngựa lùn Mỹ là giống lai chéo giữa ngựa Ả Rập/ngựa Appaloosa/ngựa Shetland. Mặc dù được gọi là ngựa tiêu chuẩn đúng nghĩa (không phải là ngựa giống nhỏ) nhưng ngựa lùn Mỹ lại có kiểu hình của một con ngựa nhỏ, kết hợp chủ yếu là các đặc điểm của ngựa Ả Rập và ngựa sơn Mỹ. Chúng là giống ngựa có cơ bắp chắc nịch, chiều cao trung bình khoảng từ 11,2 đến 14 găng tay. Một cơ quan đăng ký giống ngựa này đã được thành lập vào năm 1954, và trong vòng 15 năm đã đăng ký 12.500 con ngựa. Ngày nay, câu lạc bộ Ngựa lùn Mỹ (Pony of the Americas Club) là một trong những cơ sở đăng ký giống ngựa lớn nhất và hoạt động có hiệu suất cao ở Mỹ.

## Tổng quan
Mặc dù chủ yếu là lai tạo dành cho mục đích cưỡi ngựa kiểu Tây phương, giống ngựa này đã được sử dụng cho nhiều hoạt động và ngành nghề khác, bao gồm kéo xe, cưỡi ngựa đường trường.  Việc đăng ký tiêu chuẩn giống được mở rộng, cho phép pha máu từ nhiều giống khác, nhưng có tiêu chí nghiêm ngặt để nhập cảnh, bao gồm cả những cá thể ngựa nhiều màu sắc của giống ngựa Appaloosa, quy cách chiều cao theo quy định và đặc điểm thể chất khác.
Ngựa con chỉ được đăng ký với câu lạc bộ Pony of the Americas nếu chúng có màu loang lổ (Appaloosa) có thể nhìn thấy từ khoảng cách 40 feet (12 m), còn được gọi là màu "Appaloosa" lớn (mảng đốm lớn). Các màu sắc bao gồm các đặc điểm phức hợp da báo điển hình của kiểu hình lốm đốm xung quanh mắt, mõm và bộ phận sinh dục, cũng như có thể nhìn thấy màu trắng của mắt và móng guốc sọc. Màu sắc theo kiểu Pinto không được phép xuất hiện nếu không sẽ phạm quy và bị đánh rớt khi đăng ký giống, kiểu hình màu sắc này cũng không phải là tổ tiên từ một giống có màu pinto, chẳng hạn như ngựa sơn (American Paint Horse). 